# Gogaon
Gogaon é uma vila no distrito de Raipur, no estado indiano de Chhattisgarh.

## Demografia
Segundo o censo de 2001, Gogaon tinha uma população de 10 453 habitantes. Os indivíduos do sexo masculino constituem 53% da população e os do sexo feminino 47%. Gogaon tem uma taxa de literacia de 56%, inferior à média nacional de 59,5%: a literacia no sexo masculino é de 67% e no sexo feminino é de 43%. Em Gogaon, 21% da população está abaixo dos 6 anos de idade.